# سن-لئون-لو-گران (موریسی)
سَن-لِئون-لو-گران، موریسی (به فرانسوی: Saint-Léon-le-Grand, Mauricie) قصبه‌ای در منطقه شهری ماسکینونژه ناحیه موریسی در استان کبک کانادا است. در سرشماری سال ۲۰۱۱ این قصبه ۹۶۱ نفر جمعیت داشته‌است و مساحت آن ۷۲٫۵۷ کیلومتر مربع است.